# Octavă

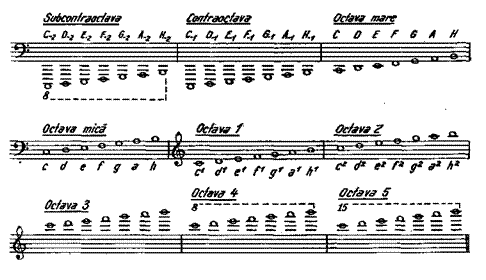
Octavele muzicale ale șirului sonor, denumirea lor. Notarea notelor muzicale în dependență de octava în care se află.

Octavă este numit intervalul dintre două sunete, dintre care unul are frecvența dublă față de celălalt.
De exemplu în gama Do Major, prima notă DO (C) (numit și nota tonică sau nota rădăcină) are frecvența de 130,8 Hz iar octava (nota numărul opt din gamă) are frecvența de 261,6 Hz.
Într-o gamă diatonică, octava cuprinde opt note consecutive.
Oamenii cu auzul fin pot detecta sunete care se încadrează între 20 Hz și 20 kHz, ceea ce reprezintă zece octave.